# Mars 2008

## Actualités du mois

### Samedi1ermars

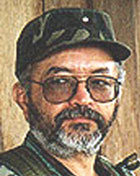
Raúl Reyes

- Arménie : L'état d'urgence est instauré pour vingt jours dans la capitale Erevan après une soirée de violence qui a fait 8 morts et 131 blessés. Depuis le 19 février, l'opposition conteste la victoire du premier ministre Serge Sarkissian face à l'ancien président Levon Ter-Petrossian qui est placé en résidence surveillée.
- Cinéma : L'histoire de Monique Ernestine De Wael, exposée dans son livre Survivre avec les loups paru en 1997 et dont le film est sorti en janvier 2008, se révèle être une imposture d'un goût plus que douteux car cette mystification exploite le génocide.
- Colombie : L'armée colombienne, lors d'un bombardement d'un camp des FARC dans la jungle aux confins de l'Équateur, a tué l'un des dirigeants historiques de la guérilla mafieuse, Raúl Reyes. Cette opération, logistiquement soutenue par l'armée américaine, a pu être menée rapidement à la suite de la localisation géographique d'une communication par téléphone satellitaire. Seize autres membres de sa garde rapprochée ont été tués dont le guérillero guitariste Julian Conrado, autre membre de l'état-major des FARC.
- Économie : 
  - États-Unis : Le Pentagone choisit l'européen EADS et le californien Northrop Grumman à la place de Boeing pour moderniser la flotte américaine des 540 avions ravitailleurs de l'armée américaine, la première partie du contrat concerne 179 avions pour un montant de 35 milliards $. Le nouvel avion KC-45A, surnommé « citerne volante », pourra aussi transporter du fret. Il s'agit d'un contrat qui pourrait dépasser les 100 milliards de dollars sur trente ans. Une usine sera créée à Mobile qui emploiera sur place mille trois cents personnes. La bataille a duré sept ans avec de nombreux rebondissements.
  - Europe : Après une bataille de plusieurs mois, les brasseurs Carlsberg (marques Carlsberg, Tuborg, Hoslten...) et Heineken (marques Heineken, Amstel...) ont annoncé le rachat de « Scottish & Newcastle » (marques Kronenbourg, Baltika, Grimbergen...) pour 10,4 milliards d'euros.
- Europe : La tempête Emma, qui balaie l'Europe du Nord et du centre, cause la mort de dix personnes et fait des dégâts importants.
- Israël - Palestine : Raids israéliens et une opération terrestre contre la bande de Gaza. 63 Palestiniens sont tués, dont des femmes et des enfants, et 150 autres sont blessés, lors de raids israéliens et d'une opération terrestre. Deux soldats israéliens sont tués.
- Nations unies : Le Conseil de sécurité s'est réuni en urgence pour exhorter Israéliens et Palestiniens à cesser immédiatement les hostilités. Le Secrétaire général Ban Ki-moon fustige « l'usage disproportionné et excessif de la force qui a tué et blessé tant de civils, y compris des enfants ».
- Pakistan : Le chef des talibans pakistanais, Baitullah Mehsud, reconnu coupable de l'assassinat de Benazir Bhutto, est inculpé par le tribunal de Rawalpindi.
- Russie : Fusion de l'oblast de Tchita et de l'Aga-Bouriatie pour former le krai de Transbaïkalie, à la suite d'un référendum tenu en 2007.
- Tchad : Le député de l'opposition, Ngarlejy Yorongar, qui avait disparu mystérieusement depuis un mois, aurait réussi à donner un peu de ses nouvelles à sa famille. Il est le chef de la Fédération action pour la République en opposition radicale au président Idriss Déby.

### Dimanche2 mars

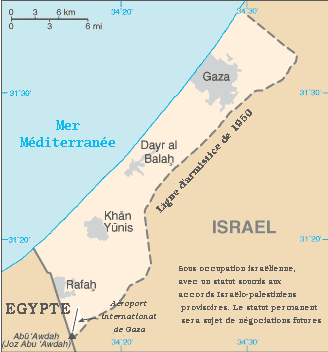
La bande de Gaza

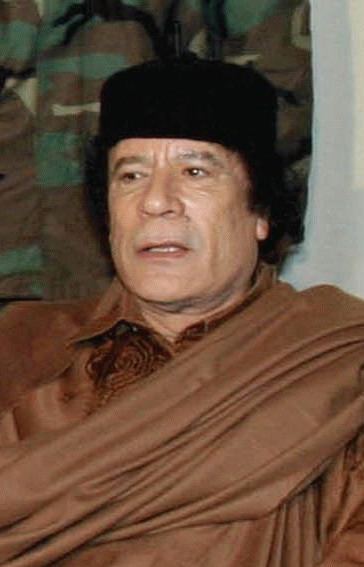
Mouammar Khadafi

- Irak : Le Président iranien Mahmoud Ahmadinejad est en visite officielle à Bagdad, jusqu'au 3 mars, alors que les États-Unis tentent d'endiguer la montée de l'influence politique de l'Iran dans la région. Il accuse les Américains d'« orchestrer l'insécurité, les désaccords et les tensions » en Irak, [...] « le peuple irakien n'aime pas l'Amérique », [...] « l'Irak de demain sera puissant, développé et prospère ».
  - Selon différents experts et diplomates : « Les Iraniens veulent que les Américains restent en Irak mais qu'ils y échouent », « Sans l'intervention iranienne, les heurts auraient atteint sans doute un point de non-retour », « Les Iraniens ont dû réduire leur appui aux rebelles sunnites. Ils ont renforcé en revanche leur soutien aux alliances traditionnelles chiites »[1].
- Israël - Palestine : Raids israéliens dans le nord de la bande de Gaza ("opération Hiver chaud") et bombardements contre le camp de Jabaliya. 7 Palestiniens sont tués. À Rafah, une salle de prière est détruite tuant cinq militants armés du Hamas.
  - Israël : Le ministre de la Défense israélienne Ehoud Barak prévient que le Hamas « paiera le prix et les conséquences » de « la dégradation de la situation » dans la bande de Gaza : « Les opérations terrestres et aériennes vont se poursuivre, nous allons continuer à attaquer les installations, les stocks d'armes et les infrastructures du Hamas ».
  - Arabie saoudite : Les autorités comparent l'offensive israélienne aux crimes des nazis.
  - Cisjordanie : Des milliers de Palestiniens ont manifesté dans les localités. À Hébron, un adolescent de 13 ans est tué lors d'affrontements avec les soldats israéliens.
  - Égypte : Au Caire, des milliers de manifestants « étudiants » ont brûlé des drapeaux israéliens et américains. Le gouvernement autorise l'accueil des Palestiniens grièvement blessés.
  - Jordanie : Plus de cinq mille manifestants défilent dans les rues de la capitale en scandant des slogans pro-Hamas. Le roi Abdallah II espère une implication plus grande des États-Unis et un accord de paix avant la fin de l'année.
  - Liban : Des manifestations sont organisées dans les douze camps de réfugiés palestiniens du sud-Liban.
  - Maroc : Mille cinq cents personnes manifestent à Rabat contre Israël à l'appel du parti islamiste "Justice et Développement".
  - Syrie : Le chef du Hamas en exil à Damas, Khaled Mechaal, qualifie l'offensive israélienne de « véritable holocauste » et accuse le président palestinien Mahmoud Abbas de le « couvrir, volontairement ou involontairement ».
- Liban : Des manifestations sont organisées dans les douze camps de réfugiés palestiniens du sud-Liban. Regroupant plus de quatre cent mille réfugiés palestiniens, citoyens de seconde zone et privés de toute représentation et de tout espoir, ces camps sont en passe de devenir des poudrières incontrôlables où prospèrent de nombreux mouvements islamistes en particulier ceux liés à l'islam sunnite radical, d'autant plus qu'ils veulent empêcher que le Liban ne bascule définitivement dans l'axe chiite construit par l'Iran.
- Libye : Le Président Mouammar Khadafi estime que le gouvernement n'a pas redistribué à la population libyenne les importants revenus pétrolier et prône une réforme en profondeur.
- Pakistan : Un attentat-suicide contre une Jirga à laquelle participaient un millier de chefs tribaux près de Darra Adam Khel cause la mort de 40 participants. Cette assemblée traditionnelle avait pour but de discuter des efforts entrepris par les communautés villageoises pour chasser les talibans liés à Al-Qaïda.
- Russie : Élection présidentielle. Participation 67,7 %, Dimitri Medvedev l'emporte avec 70,2 % des voix exprimées. Des milliers de Russes célèbrent leur victoire sur la Place Rouge.
- Venezuela : à la suite de l'intervention la veille de l'armée colombienne dans la jungle équatorienne contre le camp de Raul Reyes, le Président Hugo Chavez a prévenu qu'une initiative similaire empiétant sur sa frontière aurait des lourdes conséquences, reconnaissant implicitement qu'il accueille des bases des FARC sur son territoire alors qu'il l'a jusqu'à ce jour toujours nié.

### Lundi3 mars
- France : La ville de Lyon, célèbre le bicentenaire de la marionnette Guignol. Elle a été créée approximativement en 1808 par Laurent Mourguet un ancien canut analphabète et anarchiste, devenu arracheur de dents.
- Russie : Arrestation du blogueur de Saint-Petesbourg, Maxime Reznik, figure de la nouvelle génération libérale de l'opposition et vedette du parti socio-libéral Iabloko.
- Tchad : Un militaire français de l'Eufor, meurt dans un accrochage avec des soldats de l'armée soudanaise, après que son véhicule tout-terrain s'est « égaré » de cinq kilomètres en territoire soudanais.

### Mardi4 mars
- Arménie : Trente militants de l'opposition sont arrêtés pour avoir déclenché une émeute qui s'est soldée par la mort de huit personnes.
- Bolivie : Les riches propriétaires terriens qui contrôlent les provinces de l'est (Pando, Beni, Santa Cruz, Tarija) appellent à la résistance pour empêcher le vote de la nouvelle constitution qui prévoit une mise en avant des droits des indigènes (ethnies Aymaras, Quechuas et guaranis), majoritaires à 70 % dans le pays mais maltraités par tous les gouvernements depuis l'indépendance. Cette constitution prévoit la revalorisation des systèmes traditionnels en matière d'éducation, de santé et de justice, et le démantèlement des grandes propriétés agricoles pour redistribuer leurs terres aux paysans pauvres indigènes. Cependant, la pratique politique du Président Evo Morales faisant appel à la « force du peuple » pour imposer la Constitution est un véritable coup d'État populaire.
- Chine : 
  - Le nouveau budget militaire présente une très importante augmentation de l'ordre de +20 % à 39 milliards d'euros due essentiellement selon le gouvernement chinois à l'augmentation de la solde des 2,3 millions de soldats de l'Armée populaire. Cependant selon les gouvernements japonais et américains la croissance des dépenses militaires chinoises est « à deux chiffres depuis vingt ans » et la « force armée en Chine est caractérisée par l'opacité. Ni au niveau régional ni au niveau mondial il n'est possible de savoir quelles sont ses intentions »[2].
  - Selon le département de la Défense américain, la Chine aurait déployé un millier de missiles balistiques et un peu moins de cinq cents avions de combat en face de Taïwan ce qui permet à la Chine de disposer plusieurs options d'attaques dont « une campagne de bombardement, un blocus ou une invasion amphibie ».
- Colombie : 

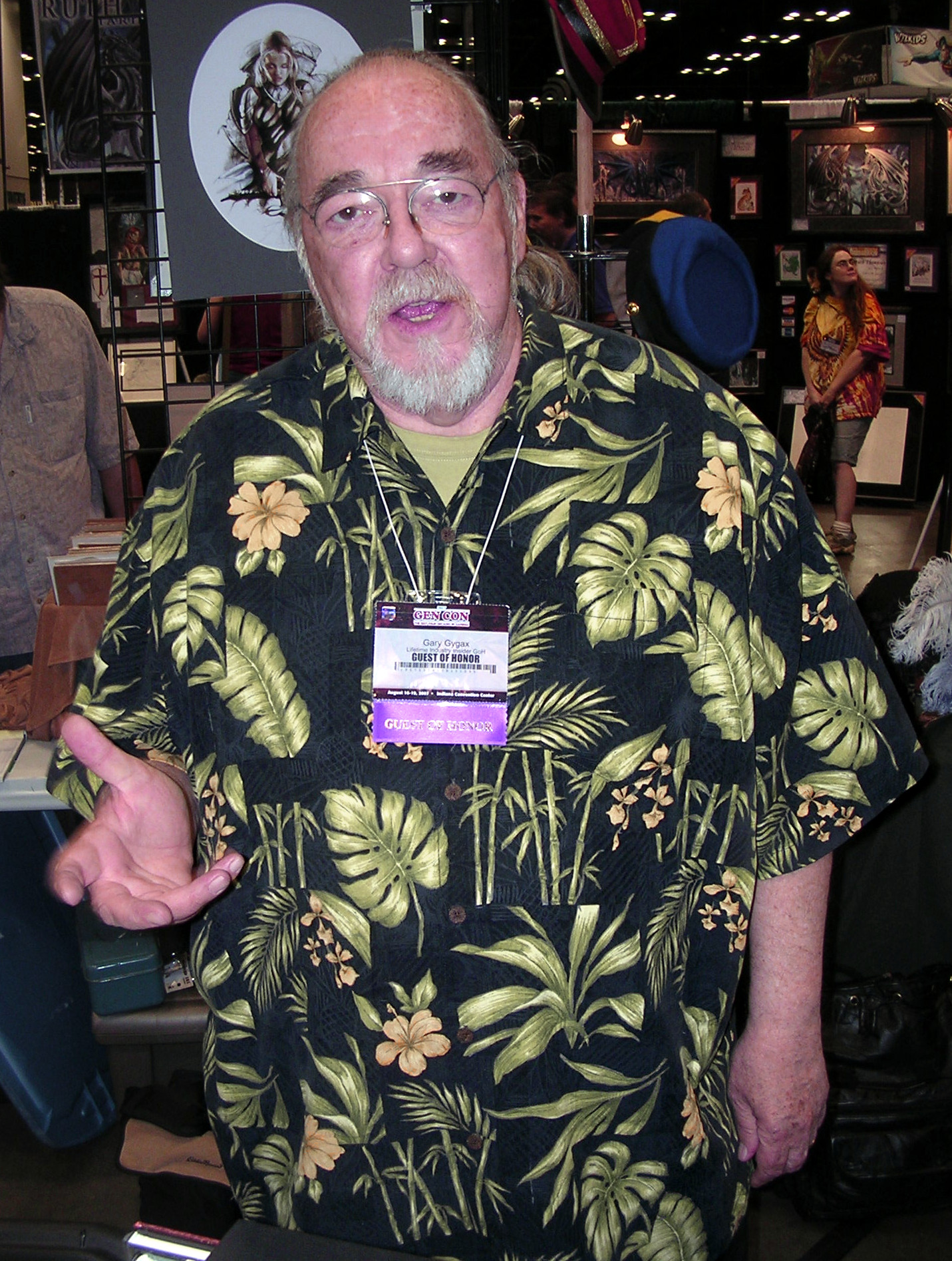
Gary Gygax

  - Dans une déclaration devant la conférence sur le désarmement des Nations unies, le vice-président Francisco Santos affirme que les « Farc négociaient l'achat de matériaux radioactifs, matière première des armes sales de destruction massive et du terrorisme » et que l'analyse du contenu des ordinateurs de Raúl Reyes démontre les liens étroits entre la guérilla et les gouvernements vénézuélien et équatorien, en particulier avec le ministre de l'Intérieur équatorien, Gustavo Larrea. Le gouvernement vénézuélien aurait livré des armes et versé 200 millions de dollars aux Farc en 2007. Les documents trouvés révèleraient aussi que Hugo Chavez aurait été aidé financièrement par les Farcs après l'échec de son coup d'État de 1992[3]. Le Président Álvaro Uribe révèle qu'il allait demander à la Cour pénale internationale de La Haye de poursuivre Hugo Chavez pour « financement de génocide ».
  - Les Farc affirment que Raúl Reyes était en train d'organiser une entrevue avec le Président Nicolas Sarkozy afin de « rechercher des solutions pour parvenir à régler la situation d'Ingrid Betancourt ».

- - Le gouvernement vénézuélien expulse l'ambassadeur de Colombie et rappelle l'ensemble de son personnel diplomatique en poste à Bogota. Le Président Hugo Chavez ordonne l'envoi de dix bataillons sur la frontière soit un peu plus de cinq mille militaires.
  - Le gouvernement équatorien rompt ses relations diplomatiques avec la Colombie et envoie des troupes sur la frontière. Le Président Rafael Correa affirme que « les discussions étaient assez avancées pour libérer en Équateur 12 otages dont Ingrid Betancourt ».
- Économie : Le président de la Commission européenne, José Manuel Barroso estime que « La force de l'euro est un signe de confiance dans l'économie européenne [...] Si l'économie européenne n'affichait pas d'aussi bonnes performances, l'euro ne serait pas à ce niveau ».
- États-Unis : Mort de Gary Gygax, écrivain et créateur de jeux américain, dont l'œuvre la plus connue est le jeu de rôle Donjons et Dragons.
- Kosovo : la Suède et les Pays-Bas reconnaissent officiellement l'indépendance du nouvel État.
- Pakistan : Un attentat-suicide islamiste contre l'école navale militaire cause la mort de 5 personnes et en blesse 19 autres dans au centre-ville de Lahore la capitale du Pendjab, déjà touchée la semaine précédente.

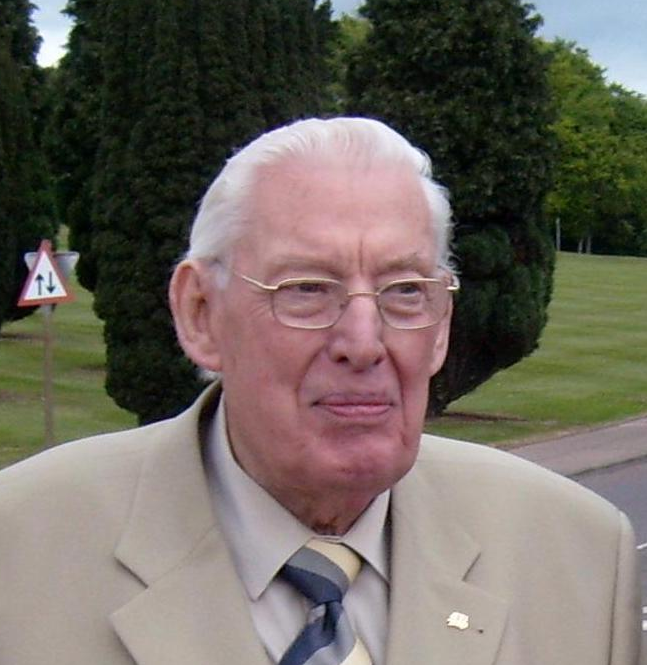
Ian Paisley

- Ulster : Le révérend Ian Paisley, âgé de 82 ans, annonce qu'il quittera le 1er mai son poste de premier ministre et la tête parti démocrate unioniste protestant. Sa position politique a été fragilisée par le scandale immobilier dans lequel est impliqué son fils Ian Paisley Jr. Le républicain Gerry Adams craint que certains « profitent de l'instabilité provoquée par la question de la succession pour menacer les progrès qui ont été faits jusqu'ici ».

### Mercredi5 mars
- Belgique : Disparition à Bruxelles de l'ancienne mannequin d'origine somalienne Waris Dirie, devenue ambassadrice des Nations unies contre l'excision.
- Californie : À Los Angeles, ouverture du procès du détective privé Tony Pellicano (63 ans) pour plus de cent chefs d'accusation. Spécialisé dans les écoutes téléphoniques pour le compte de célébrités, il risque de mettre en lumière des centaines de secrets peu reluisants et autant de magouilles nauséabondes. Parmi ses clients : Tom Cruise, Bertram Fields, Brad Grey, Michael Jackson, John McTiernan, Demi Moore, Michael Ovitz, Chris Rock
- Monde : L'ancien président tchèque, Václav Havel, appelle à la création d'une « union internationale de dissidents » qui aurait pour rôle de veiller au respect des droits de l'homme.
- Kosovo : L'Islande et la Slovénie reconnaissent officiellement l'indépendance du nouvel État.

### Jeudi6 mars
- Économie : 
  - La crise des subprimes américains aurait à ce jour causé 160 milliards d'euros de dépréciations reconnues dont 11 milliards directs pour les banques françaises (Crédit Agricole 4,1 G€, Société générale 2,9 G€, Natixis 1,4 G€, BNP 1,2 G€...).
  - Édition du classement 2008 du magazine Forbes des 1 125 milliardaires du monde contre 946 en 2007. Parmi eux : 469 américains, 87 russes, 53 indiens... 18 brésiliens et 14 français.
- Chine : Disparition d'un dissident, Teng Biao, avocat et universitaire, lié au dissident actuellement emprisonné Hu Jia.
- France : La Cour d'Appel de Paris autorise le dépaysement aux États-Unis du procès civil mené par les familles de victimes du crash de Charm-el-Cheikh (148 morts dont 134 français).
- Gabon : Un reportage diffusé sur la chaîne France 2 révèle les nombreux biens immobiliers que le Président Omar Bongo possède en France. Les autorités gabonaises sont très en colère et convoquent l'ambassadeur de France.
- Irak : Les forces américaines et irakiennes, ont tué 11 militants d'Al-Qaïda et en ont capturé 44 autres, lors d'un raid dans le Nord de l'Irak.
- Israël : Un terroriste palestinien attaque à l'arme à feu la salle de lecture d'une yeshiva à Jérusalem tuant huit étudiants et en blessant onze autres avant d'être lui-même abattu.
- Kenya : Neuf personnes meurent lors de nouvelles violences interethniques et une centaine de maisons sont incendiées alors que le Parlement se réunit pour mettre en œuvre l'accord de coalition signé entre l'opposition et le gouvernement.
- Monde : Le prix Olof-Palme 2007 a été remis à la féministe iranienne, Parvin Ardalan. Interdite de sortie du territoire iranien, elle était représentée par sa sœur.
- Tchad : L'opposant Ngarlejy Yorongar qui avait disparu après l'attaque rebelle du 3 février est arrivé à Paris. Il affirme craindre que l'autre opposant Ibni Oumar Mahamat Saleh n'est été tué par les hommes du service de sécurité du Président Idriss Déby dans la prison où ils ont été battus et molestés à « coups de poing, coups de crosse, coups de pied ».
- Thaïlande : Le célèbre trafiquants d'armes, Viktor Bout, est arrêté dans un palace de Bangkok. Ancien du KGB soviétique, surnommé le « marchand de mort » âgé de 41 ans, il alimente depuis des années les conflits du monde entier et en particulier africain (Sierra Leone, Liberia, Angola, Colombie) et est considéré par Interpol comme le pionnier de la « mondialisation mafieuse ».
- Ukraine : La Première ministre, Ioulia Tymochenko, rejette certaines clauses de l'accord gazier signé le 12 février entre les présidents Poutine et Iouchtchenko, estimant qu'il maintient « des schémas de corruption, des abus et serait contraire aux intérêts nationaux ».

### Vendredi7 mars
- Abkhazie : à la suite de l'indépendance du Kosovo, la Russie lève désormais toutes ses restrictions commerciales à l'encontre de la région pro-russes et sécessionniste de la Géorgie.
- Afghanistan : Le diplomate norvégien Kai Eide est le nouveau représentant spécial des Nations unies en Afghanistan en remplacement de l'Allemand Tom Koenigs.
- Colombie : Un nouveau membre du secrétariat des Farc, Iván Ríos (env. 40 ans), a été tué par l'armée colombienne lors d'une opération dans le Nord-Ouest du pays. Il était considéré comme le principal cadre militaire de l'organisation de guérilla terroriste et marxiste. Il ne resterait plus que trois chefs sur les sept historiques (Manuel Marulanda, Alfonso Cano et Momo Jojoy).
- Kosovo : La Finlande reconnait officiellement l'indépendance du nouvel État.
- Pays basque : Des membres de l'organisation séparatiste basque ETA, à deux jours des législatives, ont assassiné de trois balles dans la nuque un ancien conseiller municipal de la petite ville industrielle de Mondragon. Membre du PSOE, Isais Carrasco (42 ans), a été exécuté en présence de sa femme et de l'un de ses trois enfants. Depuis 1977, l'ETA a commis vingt meurtres en période électorale.

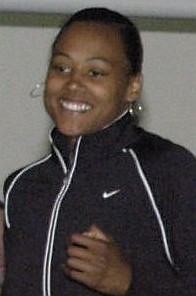
Marion Jones

- Texas : L'ex-sprinteuse Marion Jones condamnée en janvier à six mois de prison ferme pour parjure s'est constituée prisonnière dans une prison. En octobre 2007, elle avait reconnu s'être dopée après des années de déni. Ses aveux lui ont fait perdre ses cinq médailles gagnées aux Jeux olympiques de 2000.
- Turquie : Le Président irakien, Jalal Talabani, d'origine kurde, arrive en visite officielle, jusqu'au 9 mars. Le prédécesseur du nouveau Président Abdullah Gül avait toujours refusé de le recevoir.

### Samedi8 mars
- France - Environnement : Un cargo chinois transportant 4 300 tonnes de bois tropicaux en provenance de la république démocratique du Congo a été intercepté au large de Ouistreham (Calvados) par des militants de l'organisation Greenpeace et badigeonné de slogans pour dénoncer le pillage des forêts tropicales. Selon Greenpeace, la France, qui s'est engagée à lutter contre le commerce illégal du bois et à développer des mécanismes de financement innovant pour éviter la déforestation, reste le premier importateur de bois en provenance de la RDC dont une part très importante provient de zones d'exploitation sauvage. Elle demande à la France de faire de l'adoption d'une loi « rendant impossible l'importation de bois issu du pillage des forêts tropicales une des priorités de sa [prochaine] présidence de l'Union européenne ».
- Russie - Union européenne : Visite de la Chancelière allemande Angela Merkel au nouveau Président élu Dmitri Medvedev. Le Président Vladimir Poutine déclare : « Certains de nos partenaires attendent avec impatience de me voir cesser d'exercer mes fonctions, pour qu'ils puissent traiter avec un autre. [Dmitri Medvedev] sera libre de montrer ses vues libérales. Mais il n'est pas moins russe nationaliste que moi, dans le bon sens du terme. C'est un patriote qui défendra les intérêts de la Russie sur le plan international ».
- Tibet : La chanteuse islandaise Björk dans un concert à Shangaï hurle un appel à l'insurrection : « Declare independence ! Raise your flag, Tibet ! »

### Dimanche9 mars
- Colombie - Venezuela - Saint-Domingue : Les participants du sommet du Groupe de Rio, réunissant vingt pays latino-américains, ont assisté à une spectaculaire réconciliation entre le colombien Alvaro Uribe, le vénézuelien Hugo Chavez et le équatorien Rafael Correa, mais les contentieux demeurent. La déclaration de Saint-Domingue adoptée à l'unanimité dénonce « la violation de l'intégrité territoriale de l'Équateur » et salue « les pleines excuses du président Alvaro Uribe » ainsi que « son engagement pour que de pareils actes ne se reproduisent en aucune circonstance ». Les signataires promettent que combattre les menaces de groupes irréguliers ou d'organisations criminelles, en particulier celles liées au narcotraffic, considérées comme terroristes par la Colombie.
- Chine : Le no 1 du PC de la province de Xinjiang, voisine de l'Afghanistan et du Pakistan, révèle que la police a tué et arrêté à Ouroumtsi, la capitale de la province, plusieurs militants islamistes qui s'apprêtaient à organiser un attentat contre les Jeux olympiques de Pékin. L'opération s'est soldé par la mort de 2 militants islamistes et 15 autres ont été arrêtés. Cinq policiers ont été blessés lors de l'opération. Selon les premières informations, le groupe agissait sous les ordres du Parti islamique du Turkestan (MITO) inscrite sur la liste noire américaine des organisations terroristes. La province compterait près de dix millions de musulmans.

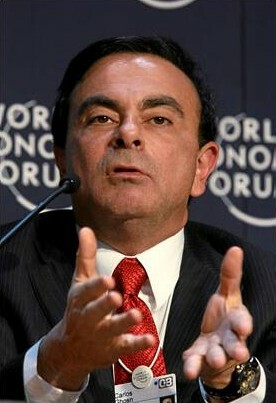
Carlos Ghosn

- Économie : Dans une interview au Journal du dimanche, le président de Renault, Carlos Ghosn affirme vouloir commercialiser une voiture fonctionnant à l'électricité, « 100 % propre », au plus tard en 2012 et confirme ses ambitions de développer « une offre massive » de véhicules électriques sur le marché mondial. Pour la seule Europe occidentale, il évalue le potentiel du marché entre 1,5 et 2 millions par an. Un premier modèle Nissan sera vendu en Californie dès 2010 et en Israël en 2011.
- Espace : Lancement réussi du cargo spatial automatique européen, le vaisseau Jules-Verne du 20 tonnes. Il a été porté par la nouvelle version ES de la fusée Ariane 5. Il devrait s'arrimer automatiquement à la Station spatiale internationale le 3 avril prochain. Dans son premier chargement on trouve 9,5 tonnes d'eau, de la nourriture, des vêtements, du carburant et du matériel scientifique. Son coût de conception et de construction est de 1,4 milliard d'euros. D'ici 2015, quatre autres cargo seront lancés, soit en moyenne un tous les dix-huit mois.
- Espagne : Élections législatives pour 350 sièges. Résultats : Participation 75,32 %, PSOE de José Luis Rodríguez Zapatero 169 sièges (+5, 43,64 %), Parti populaire 153 sièges (+5, 40,12 %), Convergence et union (nationalistes catalans) 10 sièges, ERC (Catalans de la Gauche indépendantiste) 3 sièges (-5), Gauche unie (IU, ex-communistes et verts) 2 sièges (-3).
- France : 
  - 1er tour des élections municipales (Annonce officielle sur Service-Public.fr). Abstention record de 34 % (taux le plus élevé depuis 1959, 43,5 % à Paris). La non-mobilisation des électeurs de droite populaire dans les grandes villes assurent une poussée de la gauche.
  - Lancement officiel de la Fondation Jacques Chirac pour le développement durable et le dialogue des cultures dont les centres d'intérêt sont l'accès aux médicaments et à l'eau, la lutte contre la déforestation et la mémoire des langues.

### Lundi10 mars
- États-Unis : 

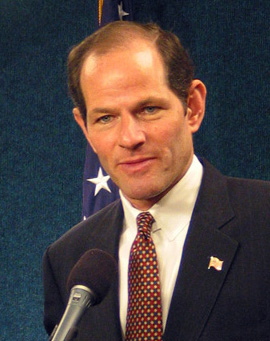
Eliot Spitzer

  - Le gouverneur démocrate de New York, Eliot Spitzer, avoue accompagné de son épouse et en direct un important scandale sexuel, alors qu'il s'était taillé une réputation de « M. Propre » en tant que Procureur général de l'État. Ce scandale touche directement la campagne d'Hillary Clinton dont il était un allié politique essentiel et renvoie la candidate aux heures les plus sombres du scandale Monica Lewinsky.
  - Répondant à une proposition d'Hillary Clinton, le candidat Barack Obama souligne : « Je ne sais pas comment quelqu'un qui est en seconde position peut offrir la vice-présidence à quelqu'un qui est en première position. »
- France : Le Président israélien Shimon Pérès effectue une visite officielle de cinq jours à Paris. Parmi les activités principales prévues : entretiens avec le Président Nicolas Sarkozy puis avec le Premier ministre François Fillon, dîner d'État, réception par le Crijf et inauguration du Salon du livre (jeudi).
- Soudan : Le ministère des Affaires étrangères réclame 40 000 dollars comme dédommagement financier pour le décès des quatre nomades qui avaient été tués par l'explosion de la grenade qui se trouvait sur le corps du sergent français alors qu'ils tentaient de récupérer le corps du militaire.
- Tibet :
  - Commémoration par les Tibétains en exil du soulèvement peuple tibétain contre l'occupant chinois en 1959, réprimé dans un bain de sang (87 000 morts).
  - Partie de Dharamsala, une marche d'une centaine de jeunes tibétains vers leur patrie est arrêtée par la police indienne.
  - Au Népal, soixante-dix moines tibétains se dirigeant vers l'ambassade de Chine à Katmandou sont arrêtés par la police.
  - Le dalaï-lama, dénonce une « répression continuelle » menée par la Chine, ayant générée six décennies de « peur et de répression » et la poursuite d'« inimaginables violations des droits de l'homme ».

### Mardi11 mars

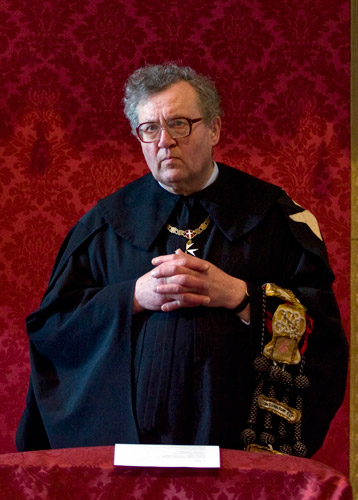
Matthew Festing

- Chine : L'inflation atteint 8,7 % en rythme annuel. ll s'agit de son plus fort niveau depuis mai 1996.
- Irak : Des affrontements entre les forces de sécurité et les combattants de l'Armée du Mahdi causent la mort d'au moins dix personnes et en blessent 28 autres.
- Pakistan : Un double attentat-suicide islamiste cause la mort de 26 personnes et en blesse plus de cent cinquante autres au centre-ville de Lahore la capitale du Pendjab, déjà touchée la semaine précédente. Une de cibles est l'agence fédérale d'investigation (12 morts), l'autre cible est une agence de publicité.
- Sri Lanka : Des affrontements entre l'armée et les séparatistes tamouls causent la mort d'au moins trente rebelles et cinq militaires.
- Vatican : Élection du 79e grand maître de l'ordre souverain de Malte, le britannique Matthew Festing, historien et grand prieur d'Angleterre.

### Mercredi12 mars
- Croatie : Ouverture au Tribunal pénal international de La Haye du procès du général Ante Gotovina, où il est inculpé de crimes de guerre et de crimes contre l'humanité. Pour d'autres il est un héros de la libération de son pays.
- Espace : Arrivée de sept astronautes (dont le français Léopold Eyharts dans la Station spatiale internationale qui va donc pendant trois semaines accueillir 10 personnes pour préparer l'installation du module de stockage pour l'arrivée du laboratoire japonais Kibo prévue en mai prochain.
- France : 
  - Le dernier poilu français, survivant de la guerre 14-18, Lazare Ponticelli, est mort à l'âge de 110 ans, au Kremlin-Bicêtre.
  - Les présidents Nicolas Sarkozy et Shimon Pérès inaugurent le Salon du livre à Paris dont Israël est l'invité d'honneur et boycotté par de nombreuses maisons d'éditions des pays musulmans.
- Guatemala : À Chimaltenango début du procès de Felipe Cusanero Coj, auxiliaire militaire responsable de la disparition de six indiens Kaqchiquels (quatre hommes et deux femmes) au village de Choatalum entre 1982 et 1984 lors de la guerre civile guatémaltèque lors de laquelle les forces de sécurité de l'État ont assassiné plus de quarante cinq mille personnes.
- Pays-Bas : Ouverture de la Foire d'art et d'antiquités de Maastricht avec 225 exposants, avec comme vedettes : un « Portrait d'enfant à l'orange » de Van Gogh, un petit autoportrait de Rembrandt et la « Femme à la mandoline » de l'époque cubiste de Picasso.

### Jeudi13 mars
- États-Unis : Le groupe Carlyle annonce la quasi-faillite de « Carlyle Capital corporation » un de ses soixante fonds de placement.
- Irak : Mgr Paulos Faraj Rahho (65 ans), archevêque chaldéen de Mossoul, enlevé le 29 février dernier, par des extrémistes islamistes chiites, est retrouvé mort. Ses ravisseurs demandaient une rançon d’au moins un million de dollars. La moitié des chrétiens de Mossoul ont à ce jour quitté la ville et, depuis 2003, plus de 20 prêtres ont été enlevés, dont l'archevêque syrien-catholique Georges Basilios Casmoussa, en janvier 2005 et libéré deux jours plus tard contre rançon.
- Russie : Selon le ministre des Technologies d'information, Leonid Reiman, dans un rapport à la Douma (parlement), la Russie compte 35 millions d'utilisateur habituels d'Internet, dont 25 millions de plus de 18 ans, ce qui selon lui justifie la création de la nouvelle agence chargée de superviser l'accès à Internet depuis la Russie et son contenu.

### Vendredi14 mars

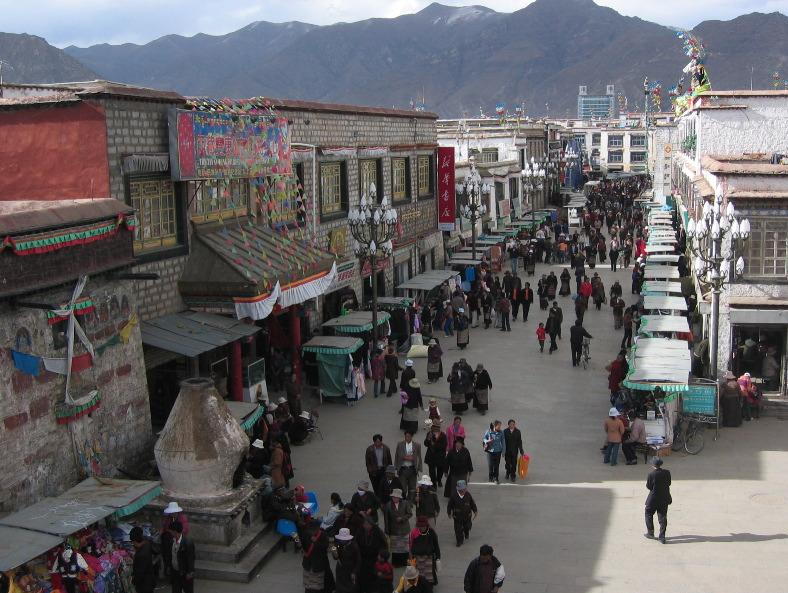
Barkhor (Lhassa, Tibet)

- Lettonie : Une manifestation pour rendre hommage aux Llettons ayant combattu dans la Waffen SS contre l'armée soviétique lors de la Seconde Guerre mondiale regroupe environ 1 500 personnes.
- Tibet : à Lhassa, des Tibétains, outrés par une rumeur selon laquelle deux moines auraient été violemment battus par des policiers, s'en prennent aux biens et aux membres des communautés Han et Hui (ethnie musulmane).
- États-Unis : faillite de la banque américaine Bear Stearns.

### Samedi15 mars
- Albanie : L'explosion d'un dépôt d'armes et de munitions près de Tirana cause la mort de 9 personnes et en blesse 243 autres.
- Qatar : L'émir du Qatar, le cheikh Hamad bin Khalifa Al Thani autorise l'ouverture de la première église catholique à Doha, qui pourra être fréquentée par les travailleurs immigrés chrétiens travaillant dans le pays essentiellement dans les hydrocarbures. C'est une première en terre de l'islam wahabbite. Nommée église Sainte-Marie-du-Rosaire elle n'a ni cloches ni croix extérieure.
- Tibet : à Lhassa (au Tibet), les émeutes anti-chinoises commencées la veille se poursuivent. La répression policière est brutale et 25 jeunes tibétains sont arrêtés par la police. Les manifestations anti-chinoises des tibétains vont désormais s'étendre en Europe et aux États-Unis et des voix s'élèvent pour appeler au boycott des prochains jeux olympiques de Pékin.
- Turquie : Le procureur près la Cour de cassation, Abdurrahman Yalcinkaya, accuse dans un rapport de 162 pages transmis à la Cour constitutionnelle, l'AKP (Parti de la justice et du développement) de chercher à instaurer la charia en Turquie, si besoin en ayant recours au djihad.

### Dimanche16 mars
- Chine : 
  - Dernier jour de l'ultimatum fixé par le président de la région du Tibet, Qiangba Puncog, aux « émeutiers » de Lhassa pour se livrer. Désormais les manifestants « seront traités impitoyablement » alors que ceux qui se seront rendus seront traités « avec clémence » et même « avec encore plus de clémence » [...] « s'ils donnent des informations sur d'autres personnes impliquées dans des délits ». La capitale est désormais fermée aux étrangers, en grande partie paralysée et totalement quadrillée par l'armée et la police. De nouveaux et importants mouvements de troupes ont été signalés vers le Tibet et vers les autres régions abritant des minorités tibétaines comme le Gansu, le Qinghai et le Sichuan.
  - Des troubles éclatent dans le quartier tibétain de Chengdu et huit personnes sont tués dans le district de Ngawa.
- France : 2e tour des élections municipales.Airbus A321-100 de la compagnie Alitalia

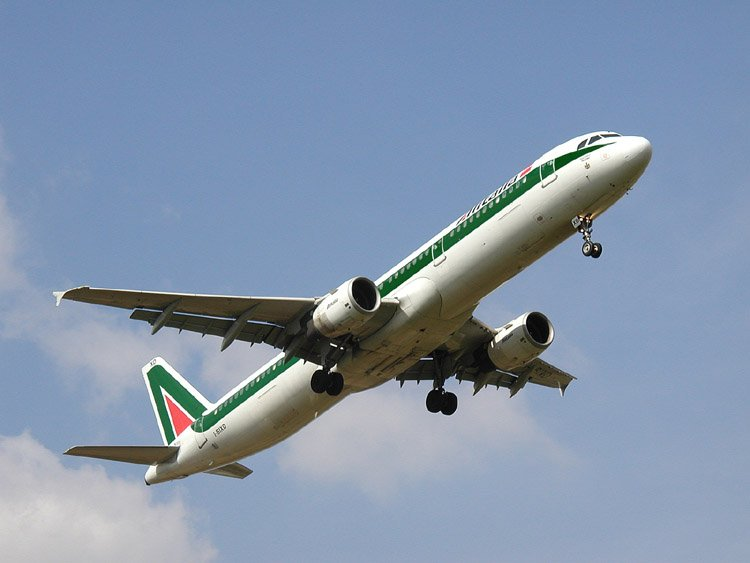
Airbus A321-100 de la compagnie Alitalia

- Iran : Les conservateurs du courant fondamentaliste remportent les élections législatives. En fait le courant fondamentaliste est divisé entre le « Front des défenseurs des principes » du président Mahmoud Ahmadinejad et une coalition élargie derrière le maire de Téhéran Mohammed Baquer et l'ancien négociateur Ali Larijani.
- Irak : En visite à Bagdad, le candidat républicain, John McCain, déclare que les États-Unis pourraient rester en Irak « cent ans s'il le faut ». Du 17 au 19 mars, il se rend en Israël puis en Jordanie.
- Italie : Le conseil d'administration d'Alitalia accepte la proposition de rachat d'Air Frane-KLM pour 140M € (1 action Air France-KLM pour 160 actions Alitalia), cependant l'accord est lié définitif dépend d'un certain nombre d'autres interlocuteurs (gouvernement italien, Commission européenne et syndicats). Le projet comprend une importante restructuration industrielle : suppression de 1 600 emplois sur dix mille, vente de la filiale Alitalia Servizi, arrêt de la plate-forme aéronautique de Milan-Malpensa.
- Proche-Orient : Le vice-président américain, Richard Cheney, débute à Oman une tournée de dix jours.
- Tibet : Depuis Dharamsala, le dalaï-lama dénonce le « régime de terreur » imposé au Tibet et le « génocide culturel » commis par les forces d'occupation chinoise. Il demande une enquête internationale, cependant il ne réclame pas le boycott des Jeux olympiques de Pékin. Il ne réclame non plus l'indépendance mais l'autonomie affirmant que si son approche échouait la jeunesse tibétaine sera « tout à fait en droit de reprendre le flambeau et de réclamer l'indépendance ».
- États-Unis : OPA réalisée sur la banque Bear Stearns par JP Morgan Chase qui acquiert ainsi Bear Stearns.

### Lundi17 mars
- Allemagne : Le président de la Deutsche Bank, Josef Ackermann s'interroge publiquement sur la capacité des marchés financiers à trouver eux-mêmes une issue à la crise financière (« Je ne crois pas, sur ce point, à la seule force d'autoguérison des marchés ») et en appelle à la responsabilité des politiques par une « action concertée des banques, des gouvernements et des banques centrales ».
- Chine : 
  - Selon le China Daily, quotidien anglophone du Parti communiste chinois, au Tibet l'armée chinoise se porte au secours d'une population menacée par le complot d'une poignée d'acharnés poussés par leur « maître terroriste » exilé à Dharamsala. Les victimes des affrontements sont « les jeunes policiers [chinois] — époux et pères de familles — qui ont été lapidés, passés à tabac, poignardés et frappés à coups de gourdins » par les adeptes du dalaï-lama, alors qu'héroïques jusqu'à l'abnégation, ils intervenaient pour « empêcher des moines fanatiques de s'automutiler dans l'espoir de faire sensation » en exposant leurs blessures au regard des étrangers. Récemment dans le Quotidien du peuple, le conseiller diplomatique, Zhao Qizheng, a écrit : « En Occident, les forces antichinoises voient dans les Jeux olympiques une occasion idéale pour forcer le changement politique en Chine », alors que dans la presse officielle toute critique portée sur le Tibet, les droits de l'homme, la pollution industrielle massive et même le Darfour, est considérée comme une « atteinte à la fierté du peuple chinois [et] d'insulte à l'esprit olympique »[4].
  - Selon des diplomates, le régime chinois est aujourd'hui complètement intoxiqué par sa propre propagande et éprouve beaucoup de mal à démêler le vrai du faux, du plus haut au plus bas de la triple hiérarchie (Parti communiste, État et armée). Sa perception de la réalité est altérée et représente un risque important de dérapage avec des conséquences catastrophiques pour le Tibet et pour toute l'Asie.
  - À Pékin, un sit-in de protestation a été organisé par plusieurs dizaines d'étudiants devant l'université centrale des nationalités, réservée aux minorités ethniques.
  - La Chine reçoit le soutien explicite du gouvernement russe qui juge « inadmissible » de « politiser » les violences au Tibet et estime que le dialogue avec le dalaï-lama relève des « affaires intérieures » de la Chine.
- États-Unis : 
  - La banque JP Morgan, offre de reprendre avec l'appui de la FED la banque Bear Stearns, cinquième banque américaine menacée de faillite. Le Président George W. Bush déclare « Nous montrons au monde que les États-Unis maîtrisent la situation ». Le professeur d'économie Peter Kennen de l'Université de Princeton commente : « Quel choc ! Nous vivons une situation inédite, où seul l'État peut sauver le secteur privé ».
  - L'État de New York est désormais dirigé par David Paterson, un afro-américain non-voyant en remplacement d'Eliot Spitzer démissionnaire à la suite de révélations sur ses relations avec des prostituées.
- France : funérailles nationales aux Invalides pour le dernier poilu français, survivant de la guerre 14-18, Lazare Ponticelli (110 ans). Max Gallo dans son éloge funèbre dit : « Homme de paix, modeste et héroïque... Italien de naissance, Français de préférence... »
- Kosovo : à Mitrovica, les Serbes manifestent contre l'« indépendance » du berceau historique du peuple Serbe, s'affrontent avec la police de l'ONU puis avec les troupes de la KFOR qui les répriment.
- Koweït : Démission du gouvernement à la suite de l'obstruction du travail du parlement dominé par l'opposition.
- Québec : à la suite de la déroute électorale de mars 2007, Pauline Marois, cheffe du parti québécois annonce renoncer à organiser un référendum sur la souveraineté du Québec et lance une « conversation nationale » sur cette souveraineté.
- Népal : La police arrête 59 exilés tibétains sur les deux cent cinquante qui manifestaient devant la Représentation des Nations unies à Katmandou. Plus de vingt mille tibétains vivent au Népal depuis le soulèvement populaire de 1959 contre l'administration chinoise.
- Tibet : Le « Parlement des Tibétains en exil » évoque un bilan de plusieurs centaines de morts au Tibet, alors que les autorités chinoises reconnaissent seulement 13 morts, le Président de la région Tibet affirmant qu'il n'y a pas eu de coups de feu de la part des forces de sécurité, seulement des tirs de sommation.

### Mardi18 mars
- Argentine  : La présidente Cristina Kirchner annonce une augmentation de 9 %, à 44 % contre 35 % auparavant, de la taxe sur les exportations de soja, de tournesol, de maïs, de blé et d'autres cultures issues de la pampa qi est l'une des régions les plus riches du monde agricole.
- Israël : En visite officielle, la chancelière allemande, Angela Merkel, dans un discours à la Knesset déclare que les « Allemands et Israéliens sont et seront toujours liées d'une manière particulière par la mémoire de la Shoah [et que] l'Allemagne n'abandonnera jamais Israël... »
- Kosovo : Le Canada et le Japon reconnaissent officiellement l'indépendance du nouvel État.
- Maroc : Le roi Mohammed VI gracie l'internaute marocain, Fouad Mourtada, 27 ans, qui avait usurpé l'identité de Moulay Rachid, le frère du roi sur le site Facebook. Il avait été arrêté le 5 février 2008.
- France : premier vol commercial d'un Airbus A380

### Mercredi19 mars
- Belgique : Mort à Anvers du romancier et dramaturge Hugo Claus (74 ans). Se présentant comme un « flamingant francophone », il dénonçait les hypocrisies religieuses et bourgeoises de la société flamande.
- Comores : Crash d’un hélicoptère français à Anjouan, dans la zone où se trouve le colonel Mohamed Bacar.
- France : 
  - Dans une tribune au quotidien Le Monde le candidat républicain, John McCain écrit : « Les pays de l'OTAN et de l'Union européenne [...] doivent consacrer les moyens financiers nécessaires pour se doter de capacités militaires et civiles qui puissent se développer dans le monde entier [...] nous attendons avec impatience la réintégration de la France dans l'OTAN ».
  - Ouverture du procès des apprentis djihadistes du quartier des Buttes-Chaumont, soupçonnés d'avoir été recrutés par une filière djihadiste démantelée en 2005 par la DST. Il s'agit de jeunes Français d'origine maghrébine ou de jeunes étrangers dont certains sont allés combattre en Irak.
  - Publication du rapport de Jean-Marie Colombani de 32 propositions pour la relance et le recadrage de l'adoption nationale (800 adoptions en 2007 pour 140 000 enfants accueillis dans les foyers.
  - Le Conseil d'État rejette en totalité le référé des producteurs de maïs et des semenciers qui demandaient la suspension des arrêtés des 7 et 13 février dernier du ministre de l'Agriculture, Michel Barnier, interdisant la culture du maïs transgénique MON 810 pour l'année 2008. L'institution doit encore se prononcer sur le fond.
- Inde : La romancière du Bangladesh, Taslima Nasreen, menacée de mort par des islamistes pour son roman La Honte (Lajja) dans lequel elle décrit la vie d'une famille hindoue persécutée par les musulmans, est obligée de se réfugier en Europe. Elle avait déjà été contrainte en 1994 de trouver refuge en Inde après avoir été accusée de blasphème par des musulmans radicaux.
- Jordanie : Le candidat républicain, John McCain, à Amman, explique que les Iraniens « entraînent chez eux [des Irakiens] d'Al-Qaïda », précisant plus tard, « les Iraniens entraînent les extrémistes, pas Al-Qaïda ».
- Kosovo : La Bulgarie, la Croatie, la Hongrie et Monaco reconnaissent officiellement l'indépendance du nouvel État.
- Koweït : L'émir cheikh Sabah Al-Ahmad prononce la dissolution du parlement et fixe les élections législatives anticipées pour le 17 mai prochain.
- Somalie : Les États-Unis inscrivent les shebabs somaliens, une organisation de combattants islamistes, sur la liste américaine des organisations terroristes en raison de leurs activités et de leur lien avéré avec Al-Qaïda.

### Jeudi20 mars
- Al Qaïda : Dans un enregistrement diffusé par al-Jezira, Oussama Ben Laden appelle à la guerre sainte pour la libération de la Palestine et de l'Irak et pour la première fois menace l'Europe pour les caricatures de Mahomet. Il s'en prend aussi au pape Benoît XVI et au roi Abdallah d'Arabie saoudite.
- Arménie : L'état d'urgence est levé mais les manifestations restent interdites.
- Belgique : 
  - Le chrétien-démocrate flamand Yves Leterme redevient le nouveau premier ministre. Conservateur flamand, il promet d'agir désormais avec plus de « sagesse ». Il a la tâche de trouver un accord communautaire d'ici juillet prochain.
  - Selon le quotidien La Libre Belgique, l'Islam deviendrait la première religion à Bruxelles d'ici quinze à vingt ans en raison essentiellement de la forte natalité des populations musulmanes.
- Chine : Le gouvernement chinois refuse toute entrevue entre le Président Hu Jintao et le dalaï-lama. Georg Blume, grand reporter de Die Zeit rapporte le déplacement d'importants renforts militaires de l'armée chinoise vers le Tibet et les régions de l'Ouest annexés. Des soldats s'installent durablement au pied du palais du Potala.
- Comores : Les premières troupes mandatées par l'Union africaine pour renverser le colonel Mohamed Bacar ont commencé à se déployer sur l'île de Mohéli en prévision d'une attaque contre l'île d'Anjouan.
- Côte d'Ivoire : Selon l'ONG Global Witness, les ex-rebelles du nord du pays continuent d'exploiter une « économie de guerre » alimentée par des taxes illégales prélevées sur la production de cacao et des diamants.
- Darfour : Selon un rapport des Nations unies, les violences systématiques de l'armée soudanaise et des milices islamistes relève d'une « stratégie militaire délibérée ». Ces raids ont en deux mois causé au moins 115 morts dont des personnes âgées, des handicapés, des femmes et des enfants et poussé plus de trente mille personnes à fuir vers le Tchad.
- Tchad : 
  - Début officiel de la mission de l'EUFOR commandée par le général irlandais Pat Nash. Elle devrait compter à terme 3 700 hommes engagés sur le terrain et sécuriser les camps de réfugiés du Darfour disséminés le long de la frontière avec le Soudan. Les populations de ces camps et les tribus tchadiennes vivant dans la zone frontalière sont les premières victimes des milices islamistes soudanaises, janjawits, des règlements de comptes locaux et de personnages sans scrupules.
  - La journaliste Sonia Rolley, correspondante de l'Agence France-Presse et de Radio France Internationale est expulsée du pays.

### Vendredi21 mars
- Daghestan : Deux journalistes daghestanais sont retrouvés morts le même jour. L'un, Ilias Chourpaïev, a été retrouvé étranglé dans son lit à son domicile de Moscou et l'autre, Gadj Abachilov, directeur de la chaîne de télévision publique régionale Daghestan et ancien député local, a été abattu au Daghestan[5]. Les premiers éléments semblent mener aux mafieux et islamistes tchétchènes.
- France : 
  - En visite à Paris, le candidat républicain, John McCain est reçu au Palais de l'Élysée par le Président Nicolas Sarkozy.
  - À Cherbourg, lancement du nouveau sous-marin nucléaire français, lanceur d'engins, le Terrible, quatrième sous-marin nucléaire de nouvelle génération de la flotte française, en présence du Président Nicolas Sarkozy qui prononce un discours sur la politique de défense. Le chargement du système de propulsion est prévu en mai et ses essais en 2009.

### Samedi22 mars

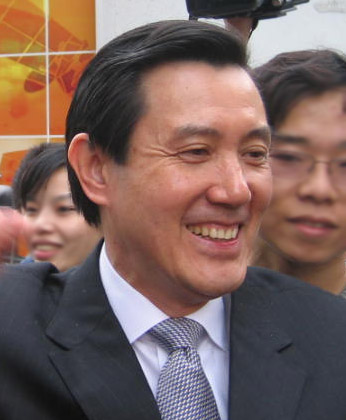
Ma Ying-jeou en 2006

- Égypte : Annonce d'une série de nouvelles découvertes archéologiques sur le site des colosses de Memnon à Louxor : une statue géante de 3,62 m de la reine Tiyi (-1398/-1358), épouse d'Aménophis III, deux sphynx et dix autres statues en granit noir de Sekhmet, la divinité à tête de lion.
- Taïwan : À l'élection présidentielle, victoire de Ma Ying-jeou, chef du kuomintang contre le candidat du président sortant Chen Shui-bian avec 58,45 % des suffrages exprimés. Investiture prévue pour le 20 mai prochain. Le nouveau président s'est présenté comme la candidat de l'ouverture et de l'accélération des échanges avec la Chine populaire, parlant même de la perspective d'un « marché commun » et de jeter « les fondations d'un siècle de paix et de prospérité ».
- Vatican : Lors de la veillée pascale, le pape baptise six adultes dont le médiatique journaliste et ex-musulman Magdi Allam, ce qui déclenche de virulentes critiques des mouvements islamistes.

### Dimanche23 mars
- Afghanistan : 
  - Le quotidien britannique The Times, révèle que le Président Nicolas Sarkozy devrait annoncer au sommet de l'OTAN à Bucarest sa décision d'envoyer un bataillon supplémentaire d'un millier de soldats français avant la traditionnelle offensive estivale des talibans. Jusqu'à présent, les effectifs français sont au nombre de mille cinq cents : un bataillon de mille soldats à Kaboul, 220 instructeurs et de 200 hommes autour des 3 rafales et 3 Mirages 2000.
  - Plus de quarante combattants islamistes ont été tués lors d'une opération conjointe de l'armée afghane et des forces de la coalition. Parmi les tués figure le mollah Hashim, un des chefs talibans.
- Irak : Quatre soldats américains ont été tués par un engin explosif ce qui porte à 4 000 le nombre de soldats américains morts depuis le début de l'intervention américaine le 20 mars 2003 et à plus de trente mille mutilés et infirmes.
- Japon : Plusieurs milliers de personnes manifestent à Okinawa pour protester contre la multiplication d'incidents liés à la présence de quarante mille soldats américains de la base navale.
- Palestine : 
  - Le vice-président américain Dick Cheney en visite à Ramallah a estimé qu'un État palestinien aurait dû voir le jour « il y a longtemps » mais que la poursuite des violences contre Israël nuisait à la réalisation de cette aspiration.
  - Accord de principe signé entre le Fatah et le Hamas au Yémen pour un gouvernement d'union nationale. Israël prévient qu'une telle initiative signifie la rupture des négociations de paix israélo-palestiniennes relancées lors de la conférence d'Annapolis en novembre 2007.
- Pays-Bas : La fournisseur américain d'accès Internet a suspendu le site réservé au député Geert Wilders qui voulait diffuser son film anti-islam Fitna (La Discorde).

### Lundi24 mars
- Al-Qaïda : Le no 2, Ayman al-Zawahiri, dans un message radiophonique — le troisième en une semaine — diffusé par le réseau as-Sahab, appelle les musulmans à de nouvelles attaques contre les intérêts juifs et américains dans le monde et à « surveiller les cibles, collecter de l'argent, apporter l'équipement, effectuer les préparatifs, et ensuite — en invoquant Allah — rechercher le martyre et le paradis ».
- Algérie : Le pasteur Mustapha Krim, président de l'Église protestante d'Algérie, annonce que les autorités ont désormais interdit l'activité de treize temples et lieux de prière, situés principalement en Kabylie.
- Argentine : 
  - Les quatre plus importantes organisations professionnelles agricoles ont lancé une grève en protestation de l'augmentation de la taxe à l'exportation en cessant d'approvisionner les villes en produits agricoles et d'élevage en procédant à des blocages de routes.
  - La présidente Cristina Kirchner dénonce ces « blocages de l'abondance » estimant que l'augmentation récente des prix des produits agricoles (70 % pour le soja en 2007) justifie cette hausse des taxes pour permettre une redistribution de richesses vers les secteurs les plus pauvres. Elle souligne qu'en 2001 le secteur agricole argentin était en grande difficulté et très endetté. Elle précise que le secteur agricole avait été sauvé grâce aux mesures que le gouvernement avait alors prises.
- Bhoutan : Lors des premières élections législatives, le Parti royaliste pour le bien-être du Bhoutan, du jeune roi Jigme Khesar Nagmvel Wangchuck, est dirigé par Jigmi Thinley, âgé de 56 ans et formé aux États-Unis, remporte 44 sièges sur 47 de la chambre basse du Parlement, contre le parti conservateur-traditionaliste de son oncle.
- Comores : Plus d'un millier de soldats tanzaniens et soudanais sont prêts à un assaut contre l'île d'Anjouan en appui des quatre cents soldats comoriens dans le cadre de l'opération « Démocratie aux Comores ». La logistique est assurée par l'armée française.
- Côte d'Ivoire : Des centaines de militaires manifestent violemment dans les localités de l'Ouest pour protester contre leurs conditions de vie et le meurtre d'un des leurs.
- États-Unis :
  - cinéma, mort de l'acteur Richard Widmark (93 ans).
  - Le maire démocrate de Détroit, Kwame Kilpatrick est inculpé dans le cadre d'une affaire de mœurs qui pourrait lui valoir jusqu'à quinze ans de prison.
- Grèce : La flamme olympique est ranimée selon le rite antique avant le départ du flambeau pour un tour du Monde. Un groupe de Reporters sans frontières tente de déployer une banderole pro-Tibet.
- Liban : 
  - Quarante jour après la mort d'Imad Moughniyeh, tué dans une mystérieuse explosion à Damas, le chef du hezbollah chiite, Hassan Nasrallah a affirmé qu'il vengerait la mort de son adjoint accusant Israël d'avoir commandité l'assassinat : « Les Israéliens sont inquiets et ils ont raison de l'être. Nous choisirons le moment, le lieu, la manière et le moyen de nous venger. »
  - La dix-septième tentative d'accord des députés pour élire un nouveau président a échoué et la session parlementaire est repoussée au 22 avril prochain. Le blocage porte non pas sur le candidat, le général Michel Sleimane, l'ancien chef d'état-major de l'armée, accepté par une grande majorité des parties, mais sur la composition du gouvernement et sur la demande de l'opposition de bénéficier d'un droit de véto sur les décisions du cabinet.
- Pakistan : Le chef du Parti du peuple pakistanais, Youssouf Raza Gilani est élu Premier ministre par l'Assemblée nationale par 264 voix contre 42. Sa première décision est d'annuler la mise en résidence surveillée dune soixantaine de juges dont l'ancien président de la Cour suprême, Iftikhar Muhammad Chaudhry.
- Pologne : Le Parti Droit et Justice (PIS) des frères Kaczynski menace de bloquer la ratification du traité de Lisbonne. Ils réclament l'adoption d'un préambule — « la République polonaise reste et restera un État souverain » — à la loi de ratification stipulant la primauté de la Constitution polonaise sur le traité européen. Selon eux, la charte européenne des droits fondamentaux permettrait aux Allemands de réclamer des indemnisations pour les biens qu'ils possédaient dans les anciens territoires allemands attribués à la Pologne après la seconde guerre mondiale et contraindrait la Pologne à légaliser les mariages homosexuels. Le premier ministre Donald Tusk, s'appuyant sur le fait que 75 % des Polonais seraient favorables au traité, menace d'organiser un référendum.
- Roumanie : Sept à dix mille employés sur quatorze mille de Dacia, la filiale de Renault qui construit la Logan, entament une grève dure illimitée pour obtenir une augmentation de salaire de 64 %, sur le site de Pitesti à une centaine de kilomètres de Bucarest (Roumanie). La direction propose une augmentation de 19 %, soulignant que les bénéfices dégagés depuis deux ans (300 millions d'euros) ne compensent pas encore les pertes du passé. En 2007, l'usine a produit 230 000 véhicules dont la moitié est partie à l'exportation.

### Mardi25 mars
- Arabie saoudite : Le roi Abdallah veut réunir un congrès des trois grandes religions monothéistes pour retrouver « la sincérité, la morale la fidélité et l'attachement » aux « religions et à l'humanité » face à la « désintégration de la famille et à la montée de l'athéisme ».
- Birmanie : Un enquêteur de l'ONU déclare avoir dénombré 31 morts et 74 disparus directement liés à la répression des manifestations conduites par les moines bouddhistes.
- Comores : L'armée nationale de développement, épaulées par 1350 militaires tanzaniens et soudanais de l'Union Africaine, débarquent à Anjouan et prennent possession de l'île, après de brefs combats. Ils sont accueillis par une population en liesse et entrent sans combats dans la capitale Mutsamudu. L'objectif de cette opération, appelée "Démocratie aux Comores", est de mettre fin à la souveraineté auto-proclamée du Colonel Mohamed Bacar. Ce dernier prend la fuite et entre illégalement à Mayotte (France) où il est arrêté.
- Irak : L'armée irakienne, appuyée par des forces de police, lance l'offensive contre les milices chiites de Moqtada al-Sadr qui contrôlent la cité pétrolière Bassorah et menacent les villes de Kut, Hilla, Samawa et Nassiriya ainsi que certains quartiers chiites de Bagdad. Depuis le redéploiement des forces britanniques de la fin 2007, la grande cité du sud est livrée au trafics de pétrole et aux exactions des milices chiites rivales, partagées entre celles de Sadr, celles de la Force Badr du Conseil islamique suprême de Abdul Aziz al-Hakim et celles du parti Fadila. Depuis février, les assassinats et les enlèvements se multiplient, n'hésitant pas à s'attaquer aux femmes, aux médecins et aux journalistes.
- Kosovo : Le Liechtenstein reconnaît officiellement l'indépendance du nouvel État.
- Monaco : Présentation des cinq projets en compétition pour le futur quartier gagné sur dix hectares en mer, entre le casino et le Grimaldi Forum, mais soumis à de fortes contraintes écologiques (épuration eaux usées, énergies renouvelables, modes de transports « verts », hauteur des bâtiments, interdiction des remblais, protection des zones sensibles, courants). D'ici, 2018, il devrait accueillir, 275 000 m2 de logements, bureaux, commerces, hôtels ainsi qu'un « équipement phare ».
- Pays-Bas : Deux islamistes sont condamnés à trois ans de prison pour avoir préparé des attentats contre des parlementaires.
- Pakistan : Youssouf Raza Gilani est investi Premier ministre par l'Assemblée nationale du Pakistan par 264 voix contre 42.
- Zimbabwe : La police arrête plusieurs responsables de l'opposition alors qu'ils livraient du matériel de propagande électorale.
- Sport : Le match opposant le boxeur Floyd Mayweather Jr et The Big Show pour Wrestlemania XXIV est officialisée.

### Mercredi26 mars
- Afghanistan : Selon un bilan de l'AFP, les talibans auraient en dix-huit mois incendiés 183 écoles et collèges et tués 61 professeurs et étudiants.
- Allemagne : La président du NPD, Udo Voigt est inculpé pour incitation à la haine raciale à l'encontre du footballeur Patrick Owomoyela.
- Irak : Le bilan de deux jours de combats de l'armée irakienne contre les milices de Moqtada al-Sadr est de près de cinquante morts.
- Tibet : Visite à Lhassa du ministre chinois de la Sécurité publique qui confirme la reprise en main politique des monastères, en relançant l'« éducation patriotique » afin de convaincre les moines que la Chine est leur seule patrie. De fait il s'agit d'une réouverture des « camps de rééducation » dans le cadre d'une campagne d'intimidation et d'endoctrinement.[réf. nécessaire]
- Royaume-Uni : Le Président Nicolas Sarkozy est en visite officielle. Devant le Parlement, il prononce un discours panégyrique, en faveur de l'« entente amicale [et de la] nouvelle fraternité franco-britannique [...] Vous êtes devenus pour nous un modèle, une référence, et nous devons nous inspirer de ce que vous avez su faire [...] ces vingt ou trente dernières années » et confirme sa volonté de renforcer la présence militaire française en Afghanistan.
- Automobile : Ford cède Jaguar et Land Rover au constructeur indien Tata Motors.

### Jeudi27 mars
- Antarctique : Le Centre national de la neige et de la glace de l'Université du Colorado annonce d'un morceau de banquise de 414 km2 appartenant au plateau Wilkins est en train de se désintégrer sous l'effet du réchauffement climatique.
- Comores : Le colonel Mohamed Bacar, l'ex-homme fort d'Anjouan depuis 2001, est transféré vers l'île de la Réunion, en attendant que sa demande d'asile soit examinée. La France considère cette demande légalement recevable, bien qu'elle soutienne par ailleurs l'action du président de l'union des Comores Ahmed Abdallah Sambi à qui elle a apporté un appui logistique lors du débarquement sur les plages d'Anjouan (mise à disposition de moyens aériens pour les transports de troupes).
- Pays-Bas : Le site britannique LiveLeak diffuse pendant 24 heures le film anti-islam Fitna (La Discorde) du député Geert Wilders dans deux versions différentes : l'une sous-titrée en néerlandais, l'autre sous-titrée en anglais, à usage international. Depuis le 28 mars 2008, plusieurs reproductions des deux parties du film, tant en néerlandais qu'en anglais, sont disponibles sur YouTube. La version sous-titrée en anglais, en une séquence continue groupant les deux parties du film, est également reproduite en plusieurs exemplaires sur Google Vidéo et sur Dailymotion.

### Vendredi28 mars
- Comores : Depuis Damas à la 20e session du Sommet de la Ligue des États Arabes le président Sem Ahmed Abdallah Mohamed Sambi demande l'extradition du colonel Mohamed Bacar ou à défaut qu’il soit envoyé là il n’y a pas de peine de mort, à Arusha ou à La Haye, mais qu’il soit jugé pour ses crimes.
- Kosovo : La Corée du Sud et Norvège reconnaissent officiellement l'indépendance du nouvel État.

### Samedi29 mars
- Comores : Le président déchu sécessionniste, Mohamed Bacar, poursuivi notamment pour entrée illégale en France, a été relaxé samedi par le tribunal de Saint-Denis de la Réunion (France) mais a fait l'objet d'une mesure de rétention administrative. Le tribunal a déclaré nulle la procédure à l'encontre de Mohamed Bacar et de ses 23 hommes, qui étaient poursuivis pour « séjour sans titre, importation, port et transport d'armes prohibées », des faits passibles de cinq ans de détention maximum.
- Zimbabwe : Élections présidentielle et législatives.

### Dimanche30 mars
- Aviation : Ouverture complète du trafic aérien entre l'Union européenne et les États-Unis. Toutes les compagnies aériennes européennes et américaines pourront désormais proposer des vols directs vers ou en provenance des États-Unis au départ de tous les aéroports européens et américains et non plus uniquement à partir de leur aéroport d'origine. Cette ouverture devrait faire passer le nombre de passagers de ces liaisons de 50 millions en 2007 à 75 millions en 2012 selon Jacques Barrot, le commissaire européen aux transports.
- Zimbabwe : L'opposition au président Robert Mugabe revendique la victoire.

## Fêtes
- 3 mars : Bulgarie (Fête nationale)